# حمد الیامی
حمد الیامی (عربی: حمد اليامي؛ زادهٔ ۱۷ مهٔ ۱۹۹۹) بازیکن فوتبال اهل عربستان سعودی است که در حال حاضر برای باشگاه فوتبال الهلال بازی می‌کند. 
از باشگاه‌هایی که در آن بازی کرده است می‌توان به باشگاه فوتبال القادسیه عربستان سعودی، باشگاه فوتبال الشباب عربستان سعودی و باشگاه فوتبال الهلال اشاره کرد.
وی همچنین در تیم‌های ملی فوتبال زیر ۲۰ و زیر ۲۳ سال عربستان سعودی بازی کرده است.